# Ron-Dirk Entleutner
Ron-Dirk Entleutner (* 1976 in Leipzig) ist ein deutscher Dirigent, Hochschullehrer und ehemaliger Universitätsmusikdirektor.

## Leben
Ron-Dirk Entleutner erhielt bereits mit vier Jahren durch ein Förderprogramm von Kurt Masur seine erste musikalische Ausbildung. Fünf Jahre später trat Entleutner dem Leipziger Thomanerchor bei. Hier wurde Entleutners Talent schnell erkannt und er wurde zum Chorpräfekten ernannt. An seine Zeit im Thomanerchor schloss sich ein Musikstudium an der Leipziger Hochschule für Musik und Theater „Felix Mendelssohn Bartholdy“ an. Hier belegte er das Fach Dirigieren bei Georg Christoph Biller und Gert Bahner. Während seiner Studienzeit gründete Entleutner das Ensemble amici musicae, mit dem er bis heute international konzertiert. Im Jahr 2000 wurde Entleutner zum künstlerischen Leiter des Jugendsinfonieorchesters Leipzig berufen, dem er bis heute vorsteht. 2007 folgte dann ein Ruf als Universitätsmusikdirektor an die Universität Koblenz-Landau, den Entleutner annahm. In seiner Zeit in Koblenz leitete er u. a. die Ensembles Junges Symphonieorchester Koblenz und den Universitätschor Koblenz. Zudem gründete er zahlreiche Ensembles im Umfeld der Universität. Nach 13 Jahren verließ Ron-Dirk Entleutner die Koblenzer Universität wieder und ließ sich erneut in Leipzig nieder. Hier wurde Entleutner 2015 zum künstlerischen Leiter des Landesjugendchors Sachsen ernannt.

## Kompositionen
- 1995 Eine Abendkantate Kantate für Sopran- und Baritonsolo, gemischten Chor, Streicher und Orgel, Holzbläser